# آغداش (تشالدران)
آغداش (بالفارسية: آغداش) هي قرية تقع في قسم ببه‌جيك (مقاطعة تشالدران) في إيران. يقدر عدد سكانها بـ 46 نسمة بحسب إحصاء 2016.